# Alvise
Alvise ist ein männlicher Vorname.

## Herkunft und Bedeutung
Alvise ist eine venezianische Form des Vornamens Alois.

## Namensträger (vor 1800)
- Alvise Cadamosto (~1432–1483), venezianischer Fernhändler und Entdecker
- Alvise Contarini (1597–1651), venezianischer Adliger und Diplomat
- Alvise Contarini (Doge) (1601–1684), 106. Doge von Venedig
- Alvise Corner († 1566), venezianischer Humanist, Agrarökonom und Schriftsteller
- Alvise Mocenigo I. (1507–1577), Doge von Venedig
- Alvise Mocenigo II. (1628–1709), Doge von Venedig
- Alvise Mocenigo III. (1662–1732), Doge von Venedig
- Alvise Mocenigo IV. (1701–1778), 118. Doge von Venedig
- Alvise Pisani (1664–1741), 114. Doge von Venedig
- Alvise Priuli (~1500–1560), venezianischer Patrizier
- Alvise Vivarini (~1442–nach 1503), venezianischer Maler

## Namensträger (Neuzeit)
- Giulio Alvise Caselli (* 1979), deutsch-italienischer Opernsänger
- Alvise Vidolin (* 1949), italienischer Tonregisseur, Computermusiker, Interpret elektronischer Livemusik und Musikpädagoge
- Alvise Zorzi (1922–2016), italienischer Historiker, Fernsehjournalist, Autor und Venedig-Spezialist